# Bireccy herbu Gozdawa

Bireccy – rodzina szlachecka herbu Gozdawa.
Wywodzą swój ród od Jerzego Matiaszowicza z rodu Balów. Nazwisko rodzinne pochodzi od nazwy rodowej posiadłości Bircza.
W 1361 r. z nadania króla Kazimierza Wielkiego osiadają tu rycerze herbu Gozdawa, od których pochodzą Bireccy.

## Przedstawiciele rodu
- Iwan Birecki – prawosławny biskup przemysko-samborski w latach 1467–1469
- Jerzy Birecki, syn Jerzego Matiaszowicza, właściciel Sufczyny od 1491 roku
- Bartłomiej Birecki (zm. ok. 1605)
- Krzysztof Birecki (zm. 1633), jego żona to Elżbieta z Sienna
- Gabriel Birecki (zm. 1657) – w latach 1631–1652 pisarz ziemski przemyski, żonaty z Zofią Balówną
- Iwan I Birecki – (1782–1837), ksiądz greckokatolicki w Sukowatem i Kalnicy
- Iwan II Birecki – (1815–1883), ksiądz greckokatolicki w Bachórzu, Werbianach i Uhnowie
- Iwan III Birecki – (1845–1918), ksiądz greckokatolicki w Wetlinie, Żernicy Wyżnej, Ruskim Siole i Lesku
- Konstantyn Birecki – (1828–1894), ksiądz greckokatolicki w Paportnie, Chyrowie, Pruchniku, Korytnikach i Żurawicy
- Lew Birecki – (1858-?), ksiądz greckokatolicki w Gwoźdźcu i Prełukach
- Mykoła Birecki – (1811–1861) – ksiądz greckokatolicki w Bachowie i Pruchniku
- Petro Birecki – (1788–1868), ksiądz greckokatolicki w Żernicy i Radoszycach
- Stefan Birecki – (1784–1831), ksiądz greckokatolicki w Karlikowie
- Władysław Birecki – (1840–1894), ksiądz greckokatolicki w Dobromilu, Leszczowatem, Radoszycach i Olszanach